# Que emane
Que emane es una canción de Gloria Trevi y banda sonora de la serie mexicana Mujeres asesinas (México), transmitida por el canal TVC.
La canción fue anexada al disco de la cantante Titulado "6 Super hits" lanzado en el 2009.
- Datos: Q5403077